# ルノー・フルエンスZ.E.
フルエンスZ.E. (Fluence Z.E.) は、ルノーZ.E.のBEVプログラムの一部として発売が予定されている、フルエンスをベースとしたルノーの電気自動車である。2009年のフランクフルトモーターショーでコンセプトモデルが公開され、市販版モデルは2010年4月15日に発表された。車名の末尾に付く「Z.E.」とはZero Emissionの略を意味する。
尚、傘下のルノーサムスンが発表した「SM3 Z.E.」はフルエンスZ.E.と基本的に同じ仕様である。
2010年4月にはフルエンスZ.E.の詳細が発表され、専用ウェブサイトを通じた先行予約を顧客向けに開始した。販売価格は€21,300と公表されており、それは欧州における価格が€33,000ほどの日産・リーフや€35,000ほどの三菱・i-MiEVと比べても大幅に低価格であるが、それは電池をリース方式としているために実現している。フルエンスZ.E.は22kWhのリチウムイオン電池が搭載され、航続可能距離は160kmを実現し、最高速は135km/hと公称されている。2011年にはイスラエル、デンマークおよびヨーロッパの他地域で発売が予定されている。
2012年3月1日、シンガポールにおいて発売を開始。同年、フランスでも供給を開始した。
2013年末、ルノーはフルエンスZ.E. のトルコでの生産を中止すると発表した。兄弟車であるSM3 Z.E.はその後も2020年まで継続して生産・販売された。

## 仕様
モーターには最高出力70 kW/11,000 rpm、最大トルク226 N·mのローターコイルの同期電動機が使用され、重量は160 kgとなる。
リチウムイオン電池の容量は22 kWhであり、重量は250 kgとなる。後部座席の後方に電池を搭載するために、全長は通常の内燃機関搭載モデルよりも130 mm延長されている。充電には10 A/16 A 220 Vの家庭用コンセントから充電した場合で6 - 8時間、オプションで設定された急速充電機能を装備した場合は32 A 400 Vの急速充電器を用いて充電時間は約30分。
電池は専用の電池交換設備にて充電された電池と交換する「QuickDrop」システムを使用する。またベタープレイスはフルエンスZ.E.がベタープレイスの充電ステーションネットワークで利用できる交換可能な電池を装備した最初の電気自動車になると公表している。充電ステーションまで出かける手間はかかるが、電池の交換に要する時間は5分程度と、充電より遥かに短い。

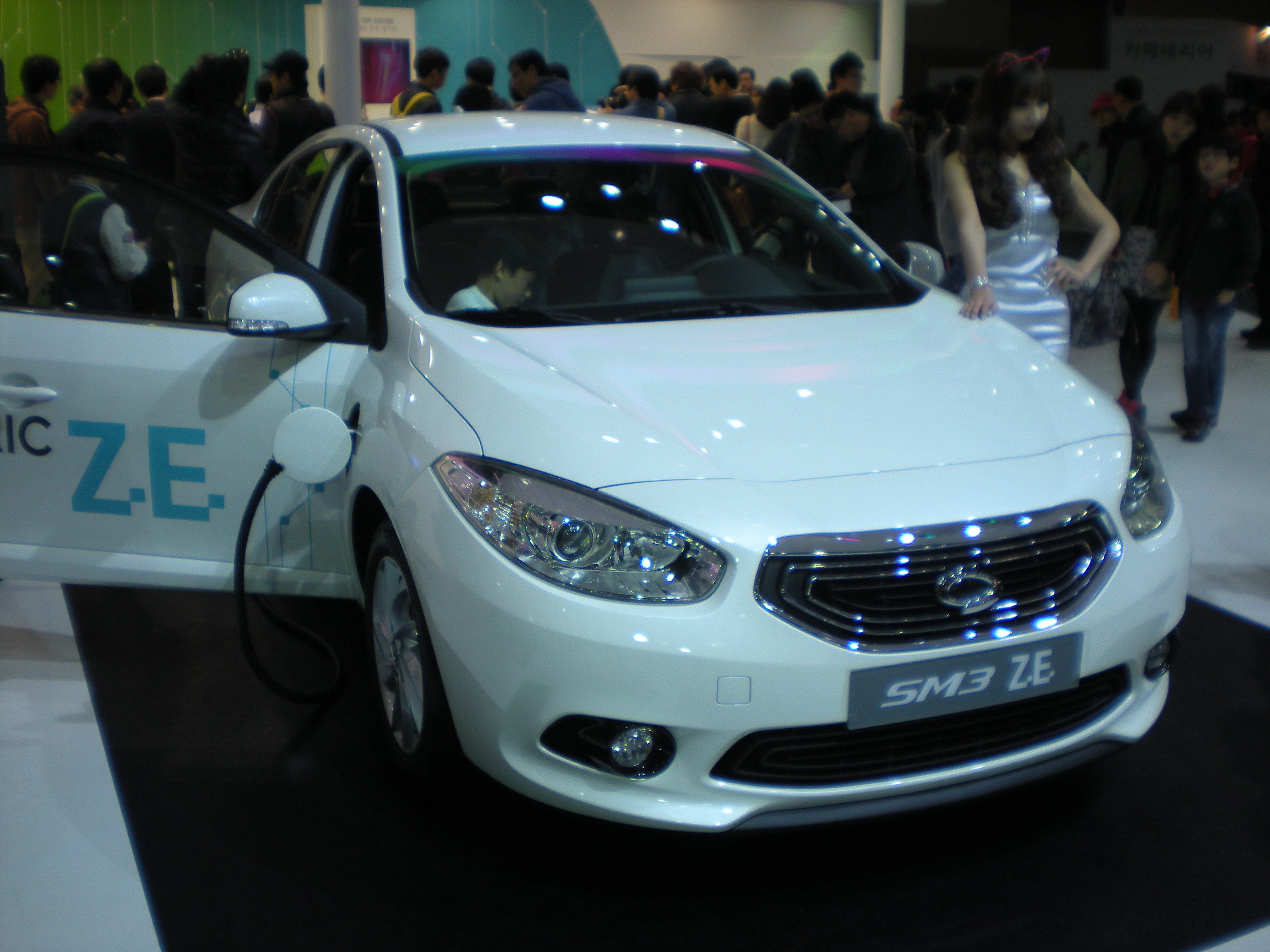
兄弟車のルノーサムスン SM3 Z.E.前期型（2013-2016年）
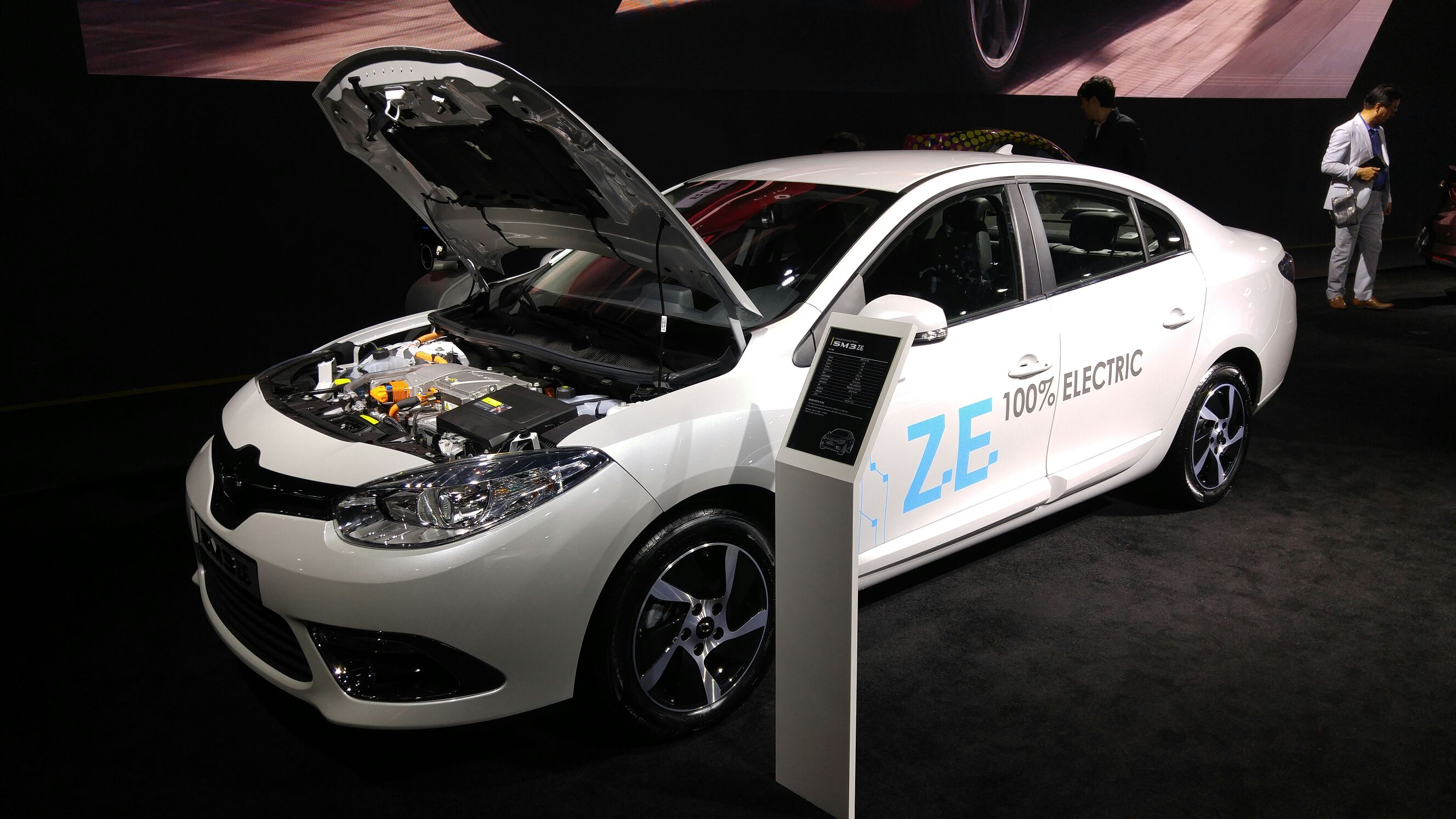
兄弟車のルノーサムスン SM3 Z.E.後期型（2016年-2020年）
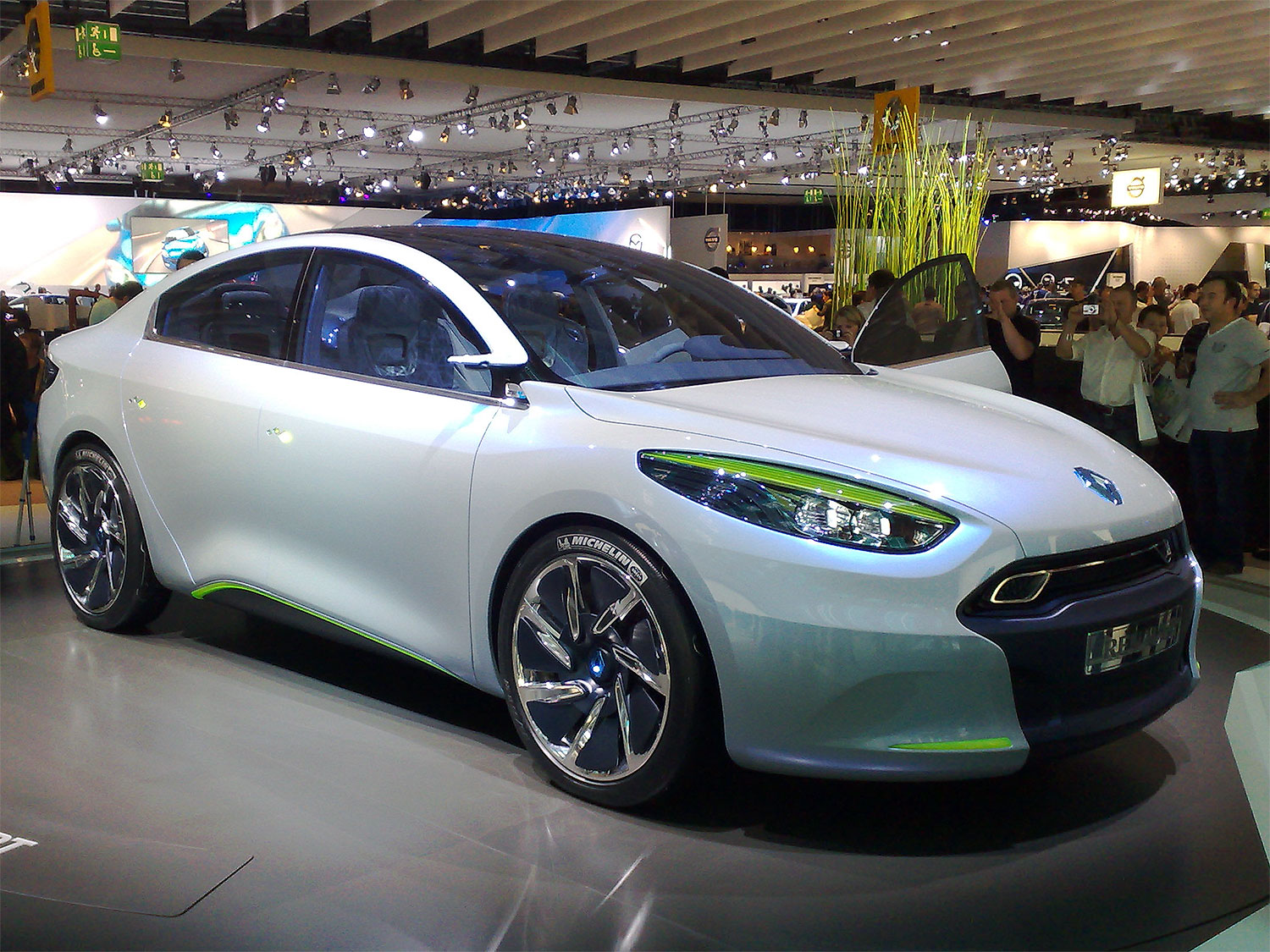
フルエンスZ.E.コンセプト